# Westlake Village
Westlake Village – miasto w Stanach Zjednoczonych, w stanie Kalifornia, w hrabstwie Los Angeles.